# Епітоп

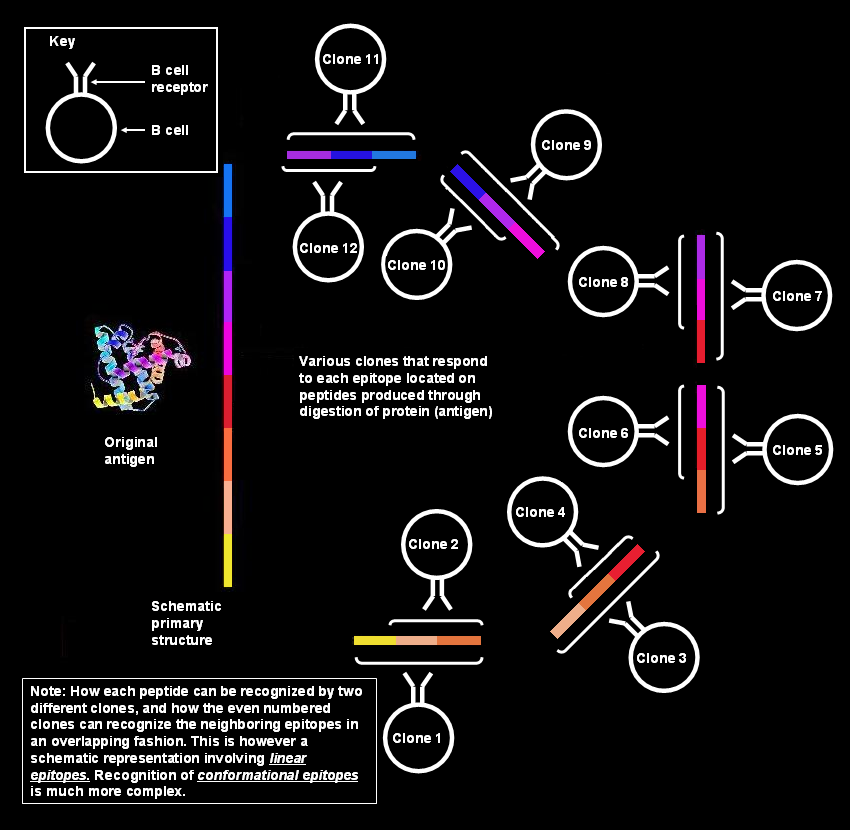
Схема реакції поліклональних В-лімфоцитів з лінійними епітопами.

Епітоп — частина макромолекули, що розпізнається імунною системою, зокрема антитілами, B-клітинами або T-клітинами. Хоча зазвичай епітопи походять від білків, нерідних для даного організму, деякі білки організму господаря також визнаються, і класифікуються як епітопи.
Більшість епітопів, що визнаються антитілами або B-клітинами, фактично є частинами молекули антигену, що характиризуються певною формою поверхні. Ця характерна форма та її електростатичні властивості точно відповідають цим властивостям молекули антитіла, що дозволяє селективне зв'язування. Винятки складають лінійні білкові епітопи, які визначаються виключно за своєю амінокислотною послідовністю (первинною структурою) замість тривимірої форми (третинної структури) білка.